# MacOS Mojave
macOS 10.14 Mojave (pronunciato [moʊˈhɑːvi], dall'omonimo deserto californiano) è la quindicesima versione del sistema operativo macOS sviluppato da Apple Inc. È stato presentato ufficialmente al pubblico da Craig Federighi il 4 giugno 2018 a San Francisco, durante l'Apple WWDC. Lo stesso giorno della presentazione è stata pubblicata la prima beta per sviluppatori, mentre al pubblico è stata distribuita il 24 settembre dello stesso anno.
Ecco alcune spiegazioni tecniche chiave di macOS Mojave:    Dark Mode: Una delle caratteristiche più evidenti di Mojave è la modalità scura o "Dark Mode". Questo cambiamento dell'interfaccia utente consente di invertire i colori, rendendo il sistema operativo più confortevole per gli occhi in ambienti con scarsa illuminazione. Questo non solo ha un impatto estetico, ma influisce anche sul risparmio energetico su Mac con schermi OLED.    Metal 2: macOS Mojave introduce l'ultima versione del framework grafico Metal 2. Questo consente una migliore gestione delle prestazioni grafiche, migliorando l'accelerazione hardware e il supporto per le applicazioni grafiche intensive come i giochi e le applicazioni 3D.    Stacks: La funzione Stacks organizza automaticamente i file sul desktop in gruppi ordinati, rendendo più facile mantenere l'area di lavoro pulita e organizzata. Questa funzione sfrutta l'apprendimento automatico per categorizzare i file in base a tipo, data o altri attributi.    Continuità della fotocamera: macOS Mojave permette di scattare una foto o scannerizzare un documento con un dispositivo iOS e caricarlo direttamente su un documento o in una finestra di un'applicazione sul tuo Mac.    Sicurezza e privacy: Mojave introduce nuove misure di sicurezza come "Richiedi permessi", che richiede il consenso dell'utente prima che un'applicazione possa accedere a determinate informazioni come la fotocamera o il microfono. Questo aumenta la protezione della privacy degli utenti.    Desktop dinamico: Il desktop dinamico di Mojave cambia automaticamente l'immagine del desktop in base all'ora del giorno, creando effetti visivi dinamici.    Miglioramenti di Safari: Safari, il browser web predefinito di macOS, include miglioramenti delle prestazioni e nuove funzionalità di privacy come la prevenzione del tracciamento degli annunci.    macOS App Store: Il Mac App Store è stato rinnovato per una maggiore facilità d'uso e offre nuove categorie di applicazioni, come le app di Home e le app di Voice Memos. 

## Requisiti di sistema
macOS Mojave è supportato su questi dispositivi:
- iMac: fine 2012 o più recente
- iMac Pro: fine 2017 o più recente
- MacBook: inizio 2015 o più recente
- MacBook Pro: metà 2012 o più recente
- MacBook Air: metà 2012 o più recente
- Mac mini: fine 2012 o più recente
- Mac Pro: fine 2013 o più recente o metà 2010/metà 2012 con GPU che supporta Metal

## Modifiche

### Sistema

#### Abbandono di OpenGL e OpenCL
Con macOS Mojave, la libreria OpenGL e il framework OpenCL vengono abbandonati. Saranno ancora supportati, ma non per molto tempo, così da incoraggiare gli sviluppatori di applicazioni a utilizzare Metal, il linguaggio di programmazione proprietario. macOS non supporta nativamente Vulkan, il successore di OpenGL.

#### Avviso per le app a 32 bit
Su macOS High Sierra dalla versione 10.13.4, veniva mostrato un avviso che le app a 32 bit non sarebbero state più supportate negli aggiornamenti successivi, ma solo la prima volta che tali app venivano aperte. Su Mojave, tale avviso appare ogni 30 giorni dal momento in cui queste app vengono aperte.

#### Aggiornamenti del sistema
Gli aggiornamenti di macOS sono stati spostati nelle Preferenze di Sistema, come avveniva nelle versioni precedenti alla 10.6.6, denominata Mac OS X Snow Leopard.

### Funzionalità aggiuntive

#### Tema scuro
Con Mojave è stato introdotto l'aspetto scuro per l'intera interfaccia utente (in precedenza si potevano solo scurire il dock e la barra dei menu posta in alto) e sono stati aggiunti nuovi colori per gli altri elementi della UI, oltre ai già presenti blu e grigio. Le app preinstallate come Mail, Messaggi, Mappe, Calendario e Foto includono già tale tema. Gli sviluppatori di app di terze parti possono introdurre il tema scuro tramite un'API distribuita pubblicamente.

#### Scrivania dinamica
Mojave ha introdotto una nuova Scrivania dinamica, con lo sfondo che cambia automaticamente in base all'ora del giorno.

#### Scrivania e Finder
Pile, una funzionalità introdotta con Mac OS X Leopard, è stata estesa anche alla Scrivania. Questa funzionalità consente all'utente di poter organizzare i file in pile in base al tipo, alla data di ultima apertura, di modifica, di creazione, al nome o ai tag. Nel Finder è stata invece aggiunta la vista Galleria (che sostituisce Cover Flow) contenente il pannello Anteprima, che adesso mostra tutti i metadati dei file.

#### Nuove applicazioni e supporto per app iOS
Sono state aggiunte quattro nuove applicazioni, News, Borsa, Memo Vocali e Casa; sono dei porting delle rispettive app iOS, ottimizzate per macOS.
Con Casa, gli utenti Mac possono controllare i propri accessori HomeKit per la domotica. Memo Vocali permette di registrare note, promemoria, appuntamenti ecc. che possono essere consultate anche su iPhone, iPad oltre che su Mac. Borsa mostra gli indici e le news di mercato lungo un elenco personalizzato.

#### FaceTime
FaceTime permette di effettuare chiamate di gruppo fino a 32 persone contemporaneamente, consentendo la possibilità di effettuare anche video conferenze.

#### App Store
L'App Store è stato completamente rinnovato con una nuova grafica e nuovi contenuti, analogamente a quanto avvenuto sull'App Store di iOS. La nuova sezione Scopri mostra app nuove e aggiornate; le sezioni Crea, Lavora, Gioca e Sviluppa consentono agli utenti di trovare applicazioni in base alle proprie esigenze.

## Pubblicazione
Dal 4 giugno 2018 macOS Mojave è stato pubblicato in versione beta, mentre la versione definitiva è stata pubblicata il 24 settembre 2018.
| Versione                | Build   | Data              | Darwin |
| ----------------------- | ------- | ----------------- | ------ |
| 10.14 Developer Beta 1  | 18A293u | 4 giugno 2018     | 18.0.0 |
| 10.14 Developer Beta 2  | 18A314h | 19 giugno 2018    | 18.0.0 |
| 10.14 Developer Beta 3  | 18A326g | 3 luglio 2018     | 18.0.0 |
| 10.14 Developer Beta 4  | 18A336e | 16 luglio 2018    | 18.0.0 |
| 10.14 Developer Beta 5  | 18A347e | 30 luglio 2018    | 18.0.0 |
| 10.14 Developer Beta 6  | 18A353d | 6 agosto 2018     | 18.0.0 |
| 10.14 Developer Beta 7  | 18A365a | 13 agosto 2018    | 18.0.0 |
| 10.14 Developer Beta 8  | 18A371a | 20 agosto 2018    | 18.0.0 |
| 10.14 Developer Beta 9  | 18A377a | 27 agosto 2018    | 18.0.0 |
| 10.14 Developer Beta 10 | 18A384a | 4 settembre 2018  | 18.0.0 |
| 10.14 Developer Beta 11 | 18A389  | 12 settembre 2018 | 18.0.0 |
| 10.14                   | 18A391  | 24 settembre 2018 | 18.0.0 |
| 10.14.1                 | 18B75   | 30 ottobre 2018   | 18.2.0 |
| 10.14.2                 | 18C54   | 5 dicembre 2018   | 18.2.0 |
| 10.14.3                 | 18D109  | 7 febbraio 2019   | 18.2.0 |
| 10.14.4                 | 18E226  | 25 marzo 2019     | 18.5.0 |
| 10.14.5                 | 18F132  | 13 maggio 2019    | 18.6.0 |
| 10.14.6                 | 18G84   | 22 luglio 2019    | 18.7.0 |